# Madeleine Rosay
Madeleine Rosay, nome artístico de Magdalena Rosenzveig (Rio de Janeiro, 12 de outubro de 1923 — Rio de Janeiro, 28 de julho de 1996), foi uma bailarina brasileira, a primeira do país a receber o título de primeira-bailarina. Tinha, então, apenas quinze anos de idade.
Deixando a carreira em 1949, participou dos primórdios da televisão no Brasil, como apresentadora de programas de entrevistas.
Contemporânea e colega de Eros Volúsia, as duas travaram uma rivalidade que se tornou notória.

## Biografia
De família judaica, era filha de David Rosenzveig e Jeannette Kohn, ambos naturais da Polônia que haviam chegado ao Brasil um ano antes do nascimento da filha.
Iniciou na dança, segundo narrou numa entrevista, por indicação médica de que precisava realizar "exercícios leves" e, então passou a ter aulas com Maria Olenewa e, aos treze anos, passou a ser aproveitada no elenco do Theatro Municipal do Rio de Janeiro; seus pais foram contra sua carreira artística, mas ela conseguiu convencê-los de que a dança era algo "sublime".
Com a criação, em 11 de abril de 1927, da primeira escola de dança do Brasil no Municipal por Olenewa, e sua oficialização em 1931 pela prefeitura da então capital do país, em 1936 foi formado o primeiro corpo de baile daquela instituição, tendo como primeira-bailarina Madeleine Rosay. Neste ano ela havia retornado dos Estados Unidos, para onde fora a fim de realizar cursos de aperfeiçoamento, frequentando escolas de dança como o do American Ballet.
Além das apresentações no Theatro Municipal, Rosay apresentava-se no teatro de revista, com o objetivo de popularizar a arte do balé e, também, de complementar sua renda; tais apresentações tornaram-se bastante populares, sobretudo porque havia a mistura do balé clássico com ritmos nacionais como o lundu ou o maxixe; essas apresentações, feitas nos cassinos que então existiam no Rio de Janeiro, agradavam à elite local, sobretudo na Era Vargas, quando esta mesma elite passou a valorizar produtos ligados à cultura popular brasileira.
Montou uma pequena companhia, formada por oito pessoas; em Teresópolis foi a responsável pela primeira apresentação de Márcia Haydée.
Sua carreira foi interrompida em 1949, em razão de haver se casado com o empresário David Cohen e este não gostava que ela dançasse; isto, contudo, permitiu que ela desse início a uma nova carreira, desta feita na recentemente instalada TV Tupi: o convite surgira por meio de um patrocinador da emissora, durante uma recepção que Madeleine dera; ela então participou de quatro programas de sucesso.
Após encerrar a carreira como bailarina tornou-se coreógrafa e professora de balé, e veio a se tornar diretora da Escola Municipal de Bailados do Rio de Janeiro; foi, ainda, assistente de coreógrafo da companhia do Theatro Municipal. Durante o período em que ficou fora dos palcos ela escrevia uma coluna sobre balé na revista Querida. Com o nome atual de Escola de Dança Maria Olenewa, homenageando sua fundadora, Rosay foi sua diretora em duas ocasiões: 1949-1950 e 1961-1966.
Em 1998 seu trabalho foi lembrado com destaque na exposição "Memórias da Dança", realizada no Centro de Artes Hélio Oiticica.

## Produção artística

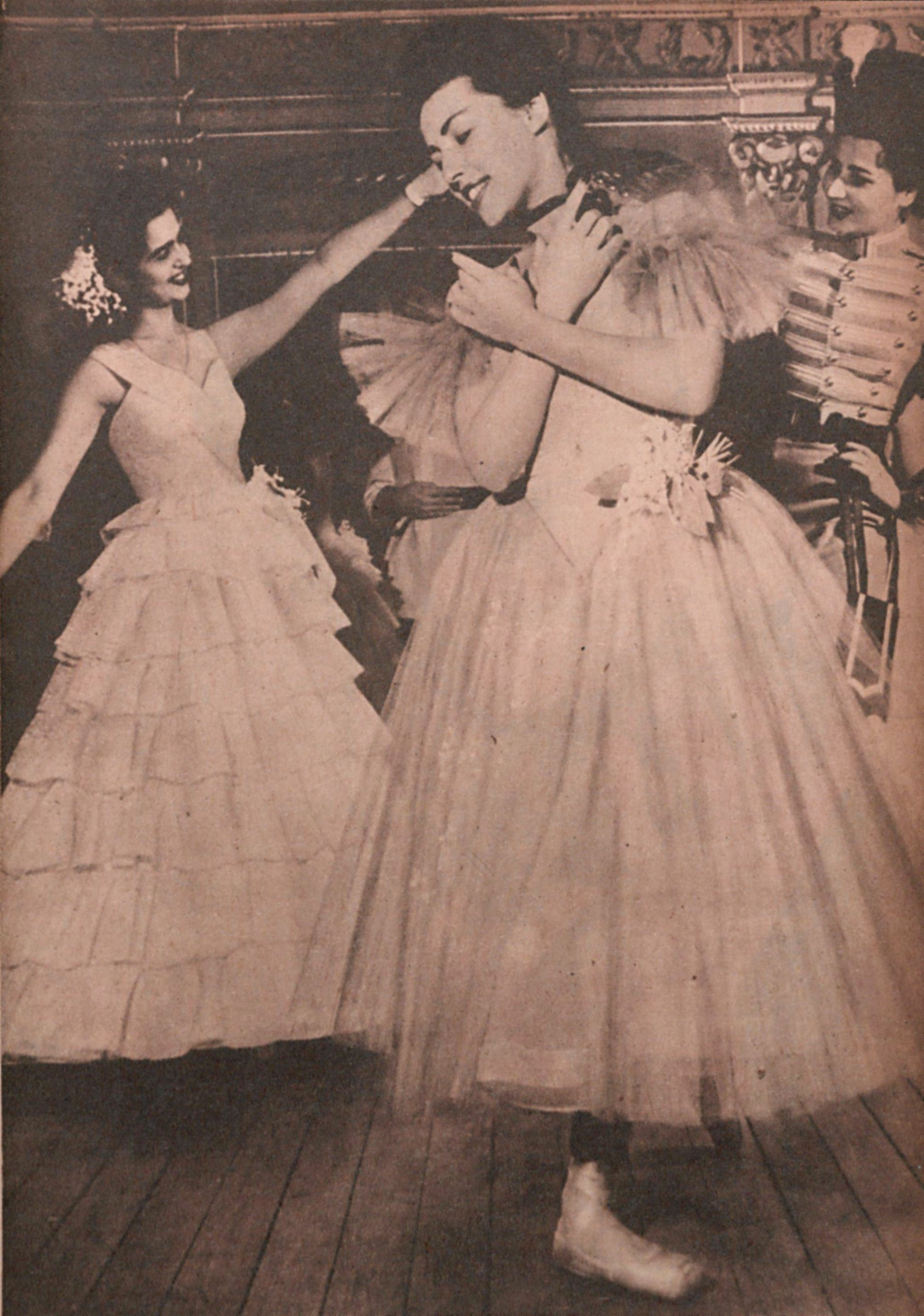
Rosay (ao centro) em 1944.

Rosay apresentou, na emissora carioca Tupi, o programa televisivo "Adivinhe o que ele faz", inspirado em What's My Line?, que fora sucesso pela estadunidense CBS. Ali entrevistou celebridades da época, como Carlos Lacerda, Tenório Cavalcanti, Hebe Camargo, Silvino Netto, etc.; após este programa ela apresentou o infantil "Teatrinho do Peteleco", com marionetes; também apresentou "Nossa Juventude Pensa Assim" para público um pouco mais velho onde psicólogos entrevistavam jovens e, finalmente, "No Mundo da Dança", onde realizava entrevistas com os expoentes dessa arte; estes programas foram depois transferidos para a TV Rio e por seu trabalho ela não recebia salário.

### Espetáculos protagonizados
Os principais espetáculos protagonizados por Rosay foram:
- Daphnis et Chloé, coreografia de Vaslav Veltchek (1939)[8]
- Les Deux Pigeons, coreografia de Vaslav Veltchek (1939)[9]
- As Garças, coreografia de Maria Olenewa (1942)[10]
- Uma Festa na Roça, coreografia de Yuco Lindberg (1943)[11]
- Concerto de Mendelsshon e Slavonica, coreografia de Madeleine Rosay (1949)[12]
- Carnet du Bal, coreografia de Madeleine Rosay (1949)[13]
- Mancenilha, peça teatral de Heitor Villa-Lobos (1953)[14]

### Filmografia
Teve participação nos seguintes filmes:
- Bonequinha de Seda (1936), onde fez uma pequena participação, tão logo retornou dos Estados Unidos.[2]
- Querida Susana (1947), dirigido por Alberto Pieralise, onde foi protagonista ao lado de Anselmo Duarte; esse filme lançou as atrizes Tônia Carrero e Nicete Bruno.[2]
- Vamos com Calma (1956)

## Crítica
Alimentando a rivalidade com a bailarina Eros Volúsia, o crítico Jayme de Barros, ao falar da atuação de Rosay no espetáculo "Batuque", dizia que esta não conseguia alcançar o sincretismo daquela, e que sua performance seria uma "caricatura" das danças brasileiras pois lhe faltava "a estilização, a integração no motivo musical" e a "intuição artística, o sangue, a alma, a cor morena de Eros”; este debate dizia respeito à tentativa das duas bailarinas, sob a direção de Maria Olenewa, em se criar um estilo brasileiro de dança clássica, e que teria alcançado em Volúsia o melhor trânsito entre o erudito, o nacional e o popular.

## Homenagens
Na cidade de Campos dos Goytacazes, no estado do Rio de Janeiro, há o Centro de Artes Madeleine Rosay.